# 安城警察署
安城警察署（あんじょうけいさつしょ）は、愛知県安城市にある愛知県警察が管轄する警察署の一つである。

## 管轄区域
- 安城市
- 知立市

## 沿革
- xx年 - 知立町に知立警察署が発足。
- 1910年（明治43年） - 安城町に移転し、安城警察署に改称。
- 1948年（昭和23年）3月7日 - 従前の愛知県警察部と旧安城警察署が解体。自治体警察として安城町域を管轄する安城町警察と知立町を管轄する知立町警察が発足。周辺町村は国家地方警察碧海地区警察署の管轄になる。
- 1951年（昭和26年） - 警察法一部改正で知立町警察を廃止し、国家地方警察碧海地区警察署の管轄とする。
- 1952年（昭和27年）5月5日 - 安城市制施行で安城町警察は安城市警察となる。
- 1954年（昭和29年） - 新警察法の公布で、新たに都道府県警察として愛知県警察が発足。愛知県安城警察署となる。
- 1975年 - 現在地の安城町（現・横山町）下毛賀知に移転。

## 組織
- 警務課
  - 警務係
  - 住民サービス係
  - 留置管理係
- 会計課
  - 会計係
- 生活安全課
  - 生活安全(第一係・第二係)
  - 少年係
  - 保安係
- 地域課
  - 地域総務係
  - 地域(第一係～第三係)
  - 特別警戒隊
- 刑事課
  - 刑事総務係
  - 強行(第一係・第二係)
  - 盗犯(第一係・第二係)
  - 鑑識係
  - 知能係
  - 暴力薬物係
  - 国際捜査係
- 交通課
  - 交通総務係
  - 交通規制係
  - 指導取締係
  - 事故捜査係
- 警備課
  - 警備係

## 幹部交番

### 知立市
- 知立幹部交番（知立市山町桜馬場29番地の4）

## 交番

### 安城市
- 安城北交番（安城市東栄町2丁目506番地20）
- 競技場前交番（安城市新田町小山西86番地の4）
- 安城駅前交番（安城市昭和町491番地）
- 桜井交番（安城市桜井町桜井6-1）
- 三河安城駅前交番（安城市三河安城南町1丁目23番地7）
- 明祥交番（安城市根崎町南荒子73番地）
- 大岡交番（安城市大岡町前畑87番地の2）
- 作野交番（安城市住吉町7丁目21番地11）

### 知立市
- 知立駅前交番（知立市栄2丁目104番地）
- 谷田交番（知立市谷田町北屋下43番地の7）

## 駐在所

### 安城市
- 福釜駐在所（安城市福釜町西天25番地1）
- 高棚駐在所（安城市高棚町郷172番地1）

## 警ら連絡所

### 知立市
- 昭和警ら連絡所（知立市昭和6丁目1） - 2017年、昭和交番より移行

## 主な未解決事件
- 安城市地内における男性被害殺人事件[1]